# Landtagswahl in Brandenburg 1999
- PDS: 22
- SPD: 37
- CDU: 25
- DVU: 5

- Regierung: 62
- Opposition: 27

Die Landtagswahl in Brandenburg 1999 bestimmte die Zusammensetzung der 3. Wahlperiode des Landtags Brandenburg auf Grundlage der Ergebnisse aus den 44 Wahlkreisen. Sie fand am 5. September 1999 statt. 54,30 % der gut zwei Millionen Wahlberechtigten nahmen an dieser Wahl teil. Die Wahlbeteiligung war im Vergleich zur Wahl 1994 rückläufig.
Für die SPD trat wiederum Ministerpräsident Manfred Stolpe an, für die CDU erstmals der bisherige Innensenator des Landes Berlin, Jörg Schönbohm.
Die SPD verlor diesmal zwar fast 15 Prozentpunkte, blieb aber stärkste Partei. Die CDU konnte um fast acht Prozentpunkte zulegen und beide Parteien bildeten eine große Koalition. Auch die PDS konnte wieder zulegen (+ 4,63 Prozentpunkte). Neu in den Landtag zog die rechtsextreme DVU mit knapp über fünf Prozent ein. Die Grünen und FDP verloren weiter Stimmen und schafften es daher erneut nicht in den Landtag. Die SPD gewann 37 von 44 Wahlkreisen und errang so ein Überhangmandat, da ihr nach dem Zweitstimmenanteil nur 36 Parlamentssitze zugestanden hätten. Ein Ausgleich dafür wurde nach dem maßgeblichen Wahlsystem für andere Parteien aber nicht fällig.
Die konstituierende Sitzung des Landtages fand am 29. September 1999 statt.
Die Bildung der Großen Koalition hatte unter anderem zur Folge, dass  Sozialministerin Regine Hildebrandt auf eigenen Wunsch aus der Regierung ausschied, da sie eine Koalition mit der PDS vorgezogen hatte.

## Ergebnis

Die Stimmenmehrheiten der Erststimmen (l.) und Zweitstimmen (r.) in den Wahlkreisen

| Listen                       | Listen              | Erststimmen | Erststimmen | Erststimmen | Erststimmen | Zweitstimmen | Zweitstimmen | Zweitstimmen | Zweitstimmen | Mandate | Mandate |
| Listen                       | Listen              | Stimmen     | %           | +/-         | Mandate     | Stimmen      | %            | +/-          | Mandate      | Anzahl  | +/-     |
| ---------------------------- | ------------------- | ----------- | ----------- | ----------- | ----------- | ------------ | ------------ | ------------ | ------------ | ------- | ------- |
|                              | SPD                 | 417.377     | 38,2        | –12,0       | 37          | 433.521      | 39,3         | –14,8        | –            | 37      | –15     |
|                              | CDU                 | 313.745     | 28,7        | +7,9        | 2           | 292.634      | 26,5         | +7,8         | 23           | 25      | +7      |
|                              | PDS                 | 276.340     | 25,3        | +5,6        | 5           | 257.309      | 23,3         | +4,6         | 17           | 22      | +4      |
|                              | DVU                 | –           | –           | N/A         | –           | 58.247       | 5,3          | N/A          | 5            | 5       | +5      |
|                              | GRÜNE/B’90          | 27.428      | 2,5         | –0,7        | –           | 21.410       | 1,9          | –1,0         | –            | –       | –       |
|                              | FDP                 | 33.463      | 3,1         | –0,3        | –           | 20.472       | 1,9          | +0,3         | –            | –       | –       |
|                              | NPD                 | 5.497       | 0,5         | N/A         | −           | 8.137        | 0,7          | N/A          | –            | –       | –       |
|                              | BFWG                | 9.911       | 0,9         | +0,4        | −           | 7.008        | 0,6          | +0,4         | –            | –       | –       |
|                              | BFB – Die Offensive | 3.418       | 0,3         | N/A         | −           | 3.622        | 0,3          | N/A          | –            | –       | –       |
|                              | Bürger              | 2.209       | 0,2         | –1,7        | –           | –            | –            | –1,0         | –            | –       | –       |
|                              | Einzelbewerber      | 4.516       | 0,4         | +0,1        | –           | –            | –            | –            | –            | –       | –       |
| Gesamt                       | Gesamt              | 1.093.904   | 100         |             | 44          | 1.102.360    | 100          |              | 45           | 89      | +1      |
|                              |                     |             |             |             |             |              |              |              |              |         |         |
| Ungültige Stimmen            | Ungültige Stimmen   | 22.970      | 2,1         | +0,1        |             | 14.514       | 1,3          | –0,3         |              |         |         |
| Wähler                       | Wähler              | 1.116.874   | 54,3        | –2,0        |             | 1.116.874    | 54,3         | –2,0         |              |         |         |
| Wahlberechtigte              | Wahlberechtigte     | 2.056.834   |             |             |             | 2.056.834    |              |              |              |         |         |
|                              |                     |             |             |             |             |              |              |              |              |         |         |
| Quelle: Der Landeswahlleiter |                     |             |             |             |             |              |              |              |              |         |         |

### Wahlergebnis in den Gemeinden und kreisfreien Städten
Die folgenden Karten zeigen die (relativen) Mehrheiten der Erststimmen (l.) und Zweitstimmen (r.) in den Gemeinden und kreisfreien Städten.

Erststimmen
Zweitstimmen

| SPD20–30 %30–40 %40–50 %50–60 %60–70 % | CDU20–30 %30–40 %40–50 %50–60 %60–70 % | PDS20–30 %30–40 %40–50 % | FDP20–30 %30–40 %40–50 %50–60 % | BFWG40–50 %60–70 % | Einzelbewerber30–40 %50–60 % |

## Trivia
Die Wahl, die gleichzeitig mit der Landtagswahl im Saarland 1999 stattfand, war die 200. Wahl (auf Bundes- oder Landesebene) im Nachkriegsdeutschland.